# Inés Martín Rodrigo

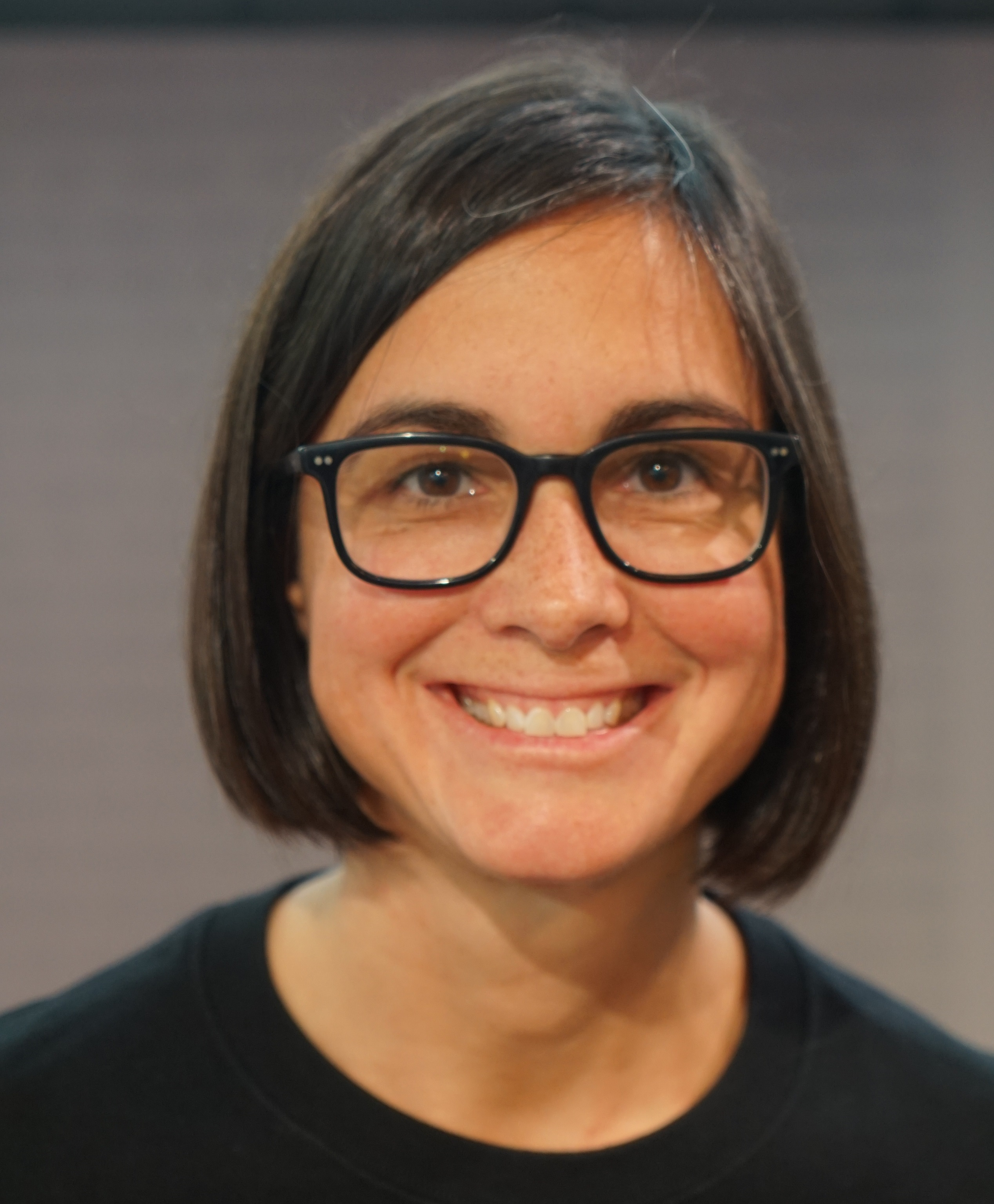
Inés Martín Rodrigo (2022)

Inés Martín Rodrigo (* 1983 in Madrid) ist eine spanische Journalistin und Schriftstellerin. Sie wurde 2022 mit dem Nadal-Literaturpreis ausgezeichnet.

## Leben und Werk
Inés Martín Rodrigo wurde 1983 in Madrid geboren. Sie absolvierte ein Studium der Journalistik an der Universität Complutense Madrid. Seitdem arbeitet sie als Redakteurin für den Kulturteil der Zeitung ABC und deren Beilage ABC Cultural.
Martín Rodrigo debütierte 2016 mit dem Roman Azules son las horas, dem das Leben von Sofía Casanova zugrunde lag. Vier Jahre später erschien Una habitación compartida. Conversaciones con grandes escritoras (englisch A shared room. Conversations with great writers), ein Buch mit ihren Gesprächen mit den Autorinnen Ida Vitale, Zadie Smith, Elena Poniatowska und Margaret Atwood. Ihr Kinderbuch Giselle aus der Welt des Balletts wurde von Raquel Aparicio illustriert. Der zweite Roman Las formas del querer erschien 2022. Martín Rodrigo verfasste die Vorworte zu spanischen Ausgaben von Werken von David Foster Wallace, Virginia Woolf und Carmen Laforet.

## Auszeichnungen
- 2022: Premio Nadal für Las formas del querer

## Werke
Bücher:
- Azules son las horas (Roman). Espasa, Madrid 2016. ISBN 978-84-670-4672-4.
- Una habitación compartida. Conversaciones con grandes escritoras (Gespräche mit Ida Vitale, Zadie Smith, Elena Poniatowska und Margaret Atwood). Debate, 2020.
- Giselle (Kinderbuch). Tres Hermanas, 2020.
- Las formas del querer (Roman). Destino, Barcelona 2022.

Beiträge:
- David Foster Wallace, el genio que no supo divertirse (Essay). In: La obra David Foster Wallace. Portátil. Random House, 2016.
- Naufragio (Erzählung). In: El cuaderno caníbal. Pálido Fuego, 2017.